# بوب دنلوب
بوب دنلوب (بالإنجليزية: Bob Dunlop)‏ (24 مايو 1945 في أستراليا - 2000) هو ملاكم أسترالي، صنّف ضمن فئة وزن الكروزر (ملاكمة) والوزن الثقيل الخفيف ‏ ووزن ثقيل والوزن المتوسط السوبر ‏.

## إحصائيات
خاض خلال مسيرته 45 نزالا.

## روابط خارجية
- بوب دنلوب على موقع بوكس ريك (الإنجليزية) (registration required)